# Selim Amallah
Selim Amallah (ar. سليم أملاح, ur. 15 listopada 1996 w Hautrage) – marokański piłkarz grający na pozycji ofensywnego pomocnika. Od 2019 jest zawodnikiem klubu Standard Liège.

## Kariera klubowa
Swoją karierę piłkarską Amallah rozpoczynał w juniorach takich klubów jak: RAEC Mons i RSC Anderlecht. W 2015 roku został zawodnikiem Royalu Mouscron-Péruwelz. 26 lipca 2015 zadebiutował w nim w pierwszej lidze belgijskiej w przegranym 1:2 wyjazdowym meczu z Royalem Charleroi.
Latem 2016 roku Amallah przeszedł do drugoligowego AFC Tubize. Swój debiut w nim zaliczył 6 sierpnia 2016 w zremisowanym 2:2 domowym meczu z Royale Union Saint-Gilloise. Zawodnikiem Tubize był przez rok. W 2017 roku wrócił do Royalu Mouscron i grał w nim przez kolejne dwa sezony.
W czerwcu 2019 roku Amallah został sprzedany za 1,5 miliona euro do Standardu Liège. W nim swój debiut zanotował 27 lipca 2019 w wygranym 2:0 wyjazdowym meczu z Cercle Brugge.
| Sezon   | Klub                    | Kraj   | Rozgrywki       | Mecze | Gole |
| ------- | ----------------------- | ------ | --------------- | ----- | ---- |
| 2015/16 | Royal Mouscron-Péruwelz | Belgia | Eerste klasse A | 3     | 0    |
| 2016/17 | AFC Tubize              | Belgia | Eerste klasse B | 20    | 0    |
| 2017/18 | Royal Excel Mouscron    | Belgia | Eerste klasse A | 29    | 9    |
| 2018/19 | Royal Excel Mouscron    | Belgia | Eerste klasse A | 23    | 5    |
| 2019/20 | Standard Liège          | Belgia | Eerste klasse A | 25    | 7    |
| 2020/21 | Standard Liège          | Belgia | Eerste klasse A | 27    | 10   |

## Kariera reprezentacyjna
W reprezentacji Maroka Amallah zadebiutował 15 listopada 2019 roku w zremisowanym 0:0 meczu kwalifikacji do Pucharu Narodów Afryki 2021 z Mauretanią, rozegranym w Rabacie.